# Penstemon glaucinus
Espèce
Penstemon glaucinus  est une espèce de plantes de la famille des Plantaginacées, originaire d'Amérique du Nord. Elle est connue sous le nom de  Blueleaf Beardtongue en anglais.

## Description
Cette espèce est pérenne et peut atteindre 45cm de hauteur. Les fleurs sont généralement de couleur violette.